# کورپه‌لی (دینار)
کورپه‌لی (به ترکی استانبولی: Körpeli) یک منطقهٔ مسکونی در ترکیه است که در دینار (شهر) واقع شده‌است.